# Boa imperator
Espèce
Synonymes
- Boa constrictor imperator Daudin, 1803
- Boa eques Eydoux & Souleyet, 1842
- Boa diviniloquax var. mexicana Jan, 1863
- Boa constrictor mexicana Jan, 1863
- Boa constrictor var. isthmica Garman, 1883
- Epicrates sabogae Barbour, 1906
- Boa constrictor sabogae (Barbour, 1906)
- Constrictor constrictor sigma Smith, 1943
- Boa constrictor longicauda Price & Russo, 1991

Boa imperator est une espèce de serpents de la famille des Boidae.

## Répartition
Cette espèce se rencontre au Mexique, au Honduras, au Nicaragua, au Panama, au Costa Rica et dans l'île San Andrés en Colombie.

## Description
Ce serpent est ovovivipare. d'une taille moyenne de 2,5 à 3 mètres. 

## Taxinomie
Boa imperator a été élevé au rang d'espèce par Hynková, Starostová et Frynta en 2009 après avoir été considérée comme une sous-espèce de Boa constrictor.

## Publication originale
- Daudin, 1803 : Histoire Naturelle, Générale et Particulière des Reptiles; ouvrage faisant suit à l'Histoire naturelle générale et particulière, composée par Leclerc de Buffon; et rédigee par C.S. Sonnini, membre de plusieurs sociétés savantes, vol. 5, F. Dufart, Paris, p. 1-365 (texte intégral).